# Rue des Nonnains-d'Hyères
Rue des Nonnains-d'Hyères je ulice v Paříži v historické čtvrti Marais. Nachází se ve 4. obvodu.

## Poloha
Ulice vede od křižovatky s Quai de l'Hôtel-de-Ville a Quai des Célestins a končí na křižovatce s Rue de Jouy a Rue Charlemagne, odkud pokračuje Rue de Fourcy.

## Historie
V roce 1182 koupila Ève, abatyše kláštera Notre-Dame d'Yerres v těchto místech dům (posléze dům č. 14) od Richarda Villaina za 25 liber a 50 centů ročního poplatku, aby sloužil jako rezidence pro jeptišky namísto jiného nedaleko pevnosti Châtelet, který byl prodán francouzskému králi.
Ulice se tak začala nazývat Rue des Nonnaindières (z nonnain d'Yerres, tj. jeptišek z Yerres). V seznamu ulic Le Dit des rues de Paris je uvedena pod názvem Rue à Nonnains D'Iere.
Původně to byla cesta od nábřeží pouze k Rue de Jouy. Prévôt des marchands Henri de Fourcy ji nechal na základě rozhodnutí pařížské rady ze dne 16. prosince 1684 prodloužit. Tím vznikla přímá spojnice mezi Rue Saint-Antoine a ostrovem sv. Ludvíka přes most Marie. Nicméně toto rozšíření od Rue de Jouy k Rue Saint-Antoine bylo pojmenováno Rue de Fourcy.
Dne 16. května 1750 zatkl policista v Rue des Nonnains-d'Hyères malé dítě, které se dopustilo bezvýznamného přestupku. Matka svým pláčem vzbudila celou čtvrť a brzy se rozšířila fáma, že Ludvík XV. nechává unášet děti ve věku 5 až 10 let, které jsou obětovány, a jejich krev je použita pro lázně krále a jeho dvořanů. Na předměstí Saint-Antoine vypukla vzpoura. 22. a 23. května se nepokoje rozšířily i do sousedních čtvrtí Porte Saint-Denis, Butte Saint-Roch a carrefour de la Croix-Rouge. Zhruba 2000 lidí se vydalo na cestu do Versailles. Střetli se s královským vojskem, které je rozprášilo. Když se Ludvík XV. dozvěděl o této vzpouře, rozhodl se o odvetu. Nechal postavit se z Versailles do Saint-Denis a Compiègne novou silnici, která se vyhýbala Paříži. Ta se nazývala route de la Révolte (cesta vzpoury).

## Zajímavé objekty
- dům č. 14: na jeho místě se od roku 1182 nacházel původní dům jeptišek
- Hôtel d'Aumont, na ulici vede fasáda paláce, jehož vchod je z Rue de Jouy
- Hôtel de Sens, jeho zahrady vedou směrem do ulice